# Aunjetitzer Kultur
Der Begriff Aunjetitzer Kultur (tschechisch Únětická kultura; benannt nach dem Fundort Únětice/Aunjetitz in Böhmen, nördlich von Prag) bezeichnet eine archäologische Kultur der Frühbronzezeit im Zeitraum von ca. 2300 v. Chr. bis 1600/1500 v. Chr. Sie geht aus den endneolithischen Kulturen der Glockenbecher und Schnurkeramik hervor. Nach 1600 v. Chr. wurde sie durch die Hügelgräberbronzezeit abgelöst. Einer der bekanntesten Funde dieser Kultur ist die Himmelsscheibe von Nebra.

## Name
Der Name Úněticer Kultur tauchte erstmals im 1910 erschienenen Handbuch der Tschechischen Archäologie der Prager Prähistoriker Karel Buchtela und Lubor Niederle auf. Ursprünglich wurde der Name „Aunjetitzer/Únětice-Kultur“ durch den österreichischen Chirurgen und Laienarchäologen Čeněk Rýzner benannt. Er hatte im Jahre 1879 in Únětice u Prahy auf einer Hochfläche am Rand des Prager Kessels bei Ausgrabungen vier Körpergräber freigelegt. Der Fundplatz befand sich am Feldweg von Aunjetitz nach Roztoky u Prahy, unweit des Hügels Holý Vrch.

## Verbreitungsgebiet und angrenzende Kulturgruppen

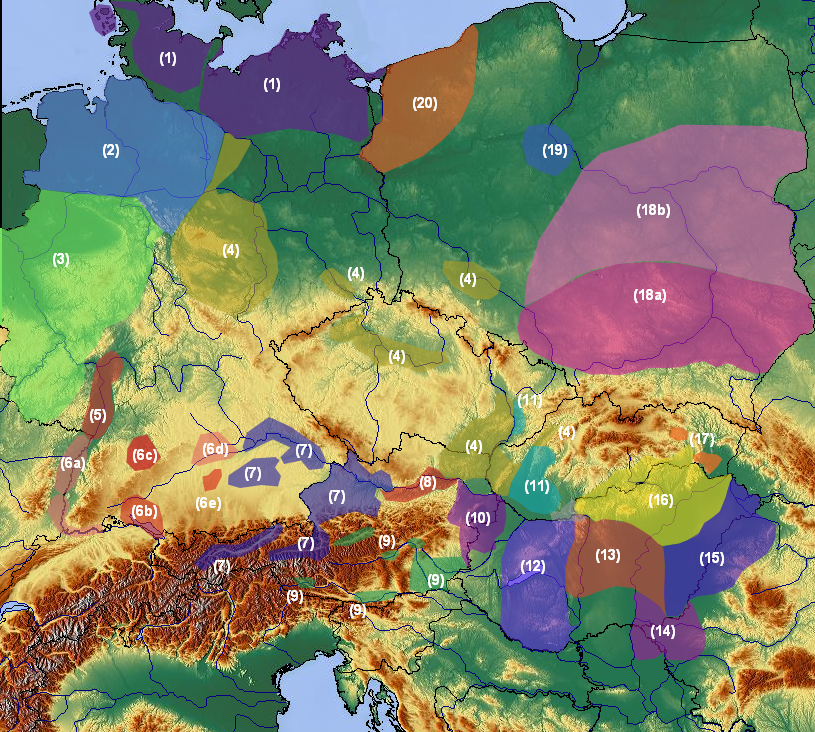
Aunjetitzer Kultur (4) und Nachbarkulturen, u. a. (1) Dolchzeit; (2) Glockenbecher; um 2200 bis 2000 v. Chr.

Das Verbreitungsgebiet der Aunjetitzer Kultur erstreckt sich während der Stufe Bz A1 (22./21. Jahrhundert v. Chr.) in der Reinecke-Periodisierung von Thüringen über Sachsen-Anhalt, Sachsen, Böhmen, Mähren, Schlesien, die Südwestslowakei bis Niederösterreich nördlich der Donau.
Während der späteren Stufe Bz A2 lässt sie sich auch im östlichen Niedersachsen, Brandenburg und dem Südwesten Polens nachweisen. Die archäologischen Funde der Aunjetitzer Kultur in Mecklenburg-Vorpommern werden jedoch als Importe betrachtet.
Gleichzeitige, benachbarte Kulturgruppen sind:
- im Westen: Straubinger Gruppe, Adlerberg-Kultur und Singener Gruppe
- im Nordwesten: später Sögel-Kreis
- im Norden und Nordosten: Iwno Gruppe, Grobia Gruppe
- im Osten: Mierzanowice-Gruppe, Chlopice-Vesele-Gruppe.
- im Südosten: Nitra-Gruppe, später Mad’arovce-Gruppe (= Böheimkirchen-Veterov)
- im Süden: Unterwölblinger Gruppe, Wieselburger Gruppe, später Böheimkirchen-Veterov

## Wichtige Funde

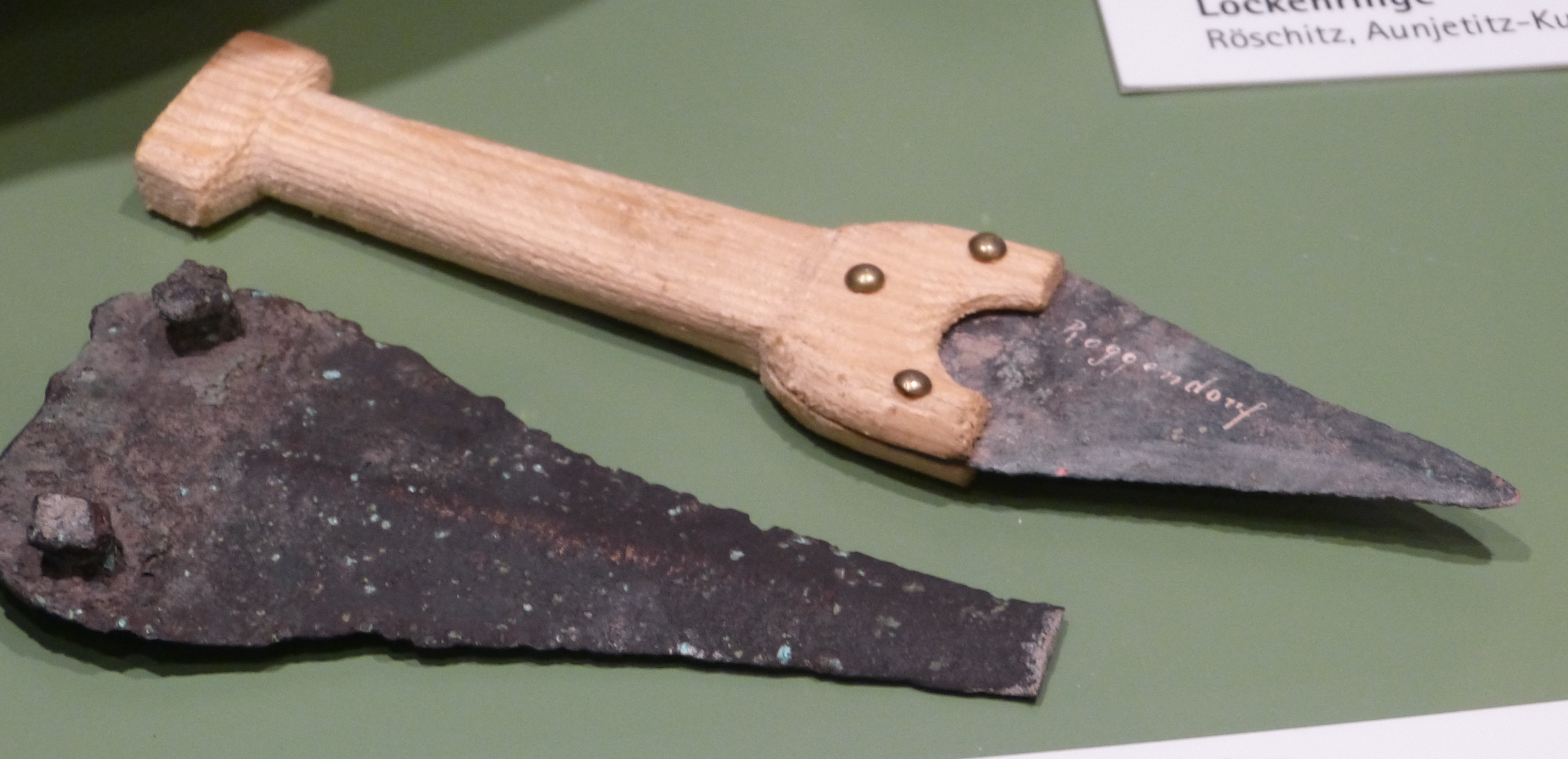
Dolche der Aunjetitzer Kultur, Krahuletz-Museum, Eggenburg (Niederösterreich)

Die bekanntesten Funde der Aunjetitzer Kultur stammen aus dem Grabhügel von Leubingen nahe Sömmerda in Thüringen, dem Grabhügel von Helmsdorf im Mansfelder Land in Sachsen-Anhalt, dem Grabhügel von Dieskau und dem Grab von Łeki Małe (Großpolnische Pyramiden). Die ersten beiden Grabhügel mit jeweils 34 Metern Durchmesser konnten dendrochronologisch datiert werden: Leubingen auf 1942 (± 10) v. Chr. und Helmsdorf auf 1840 (± 60) v. Chr. (Datierung der Totenlade von Helmsdorf). Der bislang größte bekannte Grabhügel der Aunjetitzer Kultur ist der um 1800 v. Chr. errichtete und im 19. Jahrhundert abgetragene Bornhöck bei Raßnitz.

### Depotfunde
- Depot von Bennewitz, Ortsteil von Kabelsketal, Saalekreis, Sachsen-Anhalt.
- Depotfunde von Dieskau (I, II und III), Saalekreis, Sachsen-Anhalt.
- Depots von Melz, Landkreis Mecklenburgische Seenplatte, Mecklenburg-Vorpommern. 2400–1900 v. Chr.
- Depot von Kyhna, Landkreis Nordsachsen, Sachsen.
- Depot von Guben/Bresinchen, Landkreis Spree-Neiße, Brandenburg. um 1700 v. Chr.

### Gräberfelder
Nohra, Großbrembach und Unterhautzenthal (Niederösterreich)

## Die Aunjetitzer Kultur und die Bronze

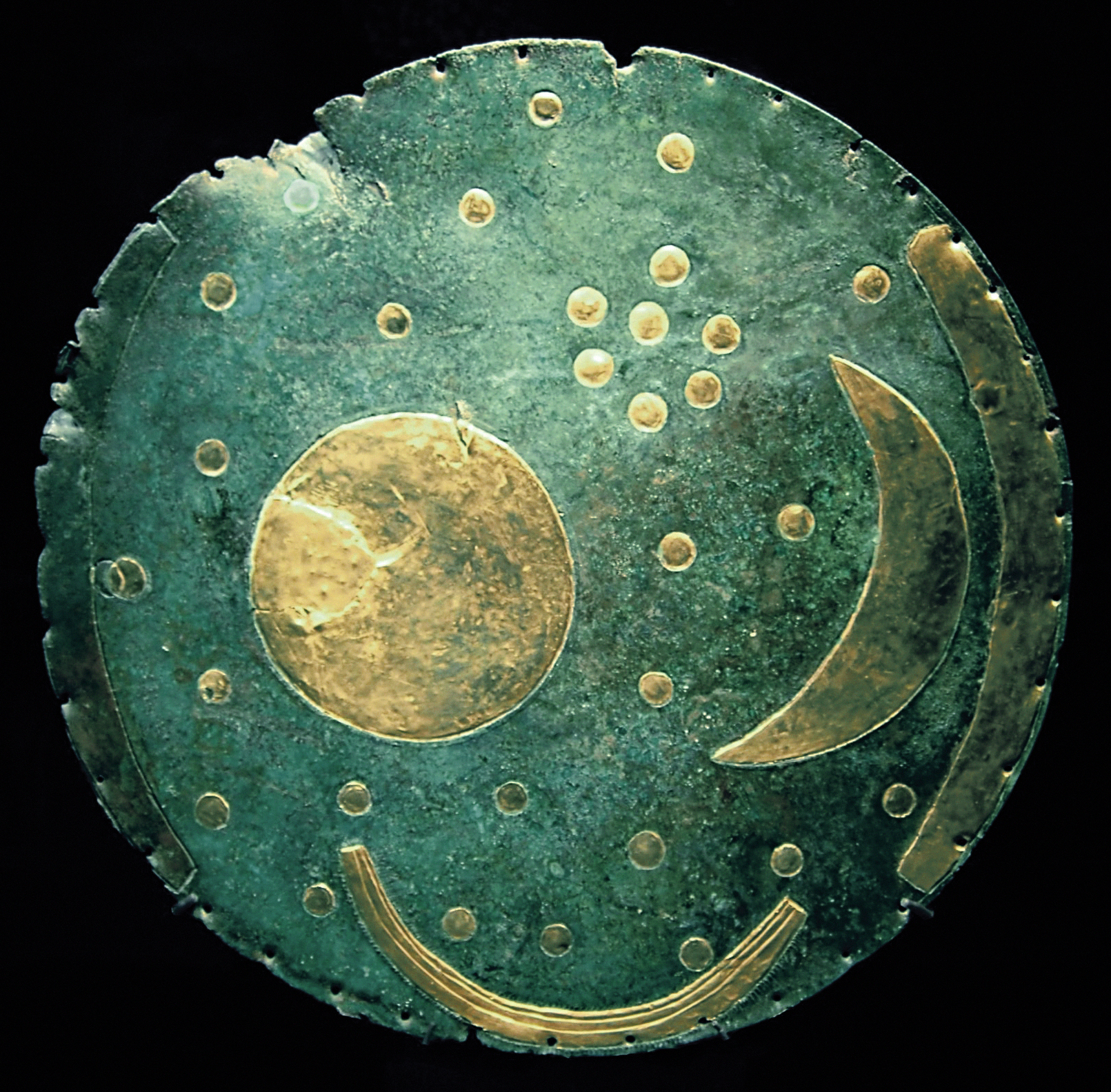
Die Himmelsscheibe von Nebra

Im Vergleich zu den umgebenden Kulturgruppen, bei denen sich der Übergang zur Bronzezeit anfangs durch gehämmertes Kupfer zeigt und nur langsam zu gegossenen Formen übergeht, finden sich bei den Aunjetitzern bereits sehr früh gegossene Kupfer- und Arsenbronzegegenstände, die allmählich durch Zinnbronze ersetzt wurden. Die Herstellung dürfte als Guss in verlorener Form, aber auch unter Verwendung von mehrteiligen wiederverwendbaren Schalengussformen ausgeführt worden sein.
Noch nicht geklärt ist, ob im Erzgebirge, welches im Gebiet der Aunjetitzer Kultur liegt, damals Bergbau auf Kupfererze betrieben wurde. 
Zinn ist ein Schlüsselrohstoff für die Entwicklung von Zinnbronzen in der frühen Bronzezeit. Historisch bedeutsam waren die Lagerstätten im Erzgebirge, Fichtelgebirge und Cornwall. Sekundäre Lagerstätten in Form von Zinnseifen (Kassiterit) stellen leicht zugängliche Ressourcenquellen dar. Problematisch für den archäologischen Nachweis ist jedoch, dass diese Lagerstätten in jüngeren Epochen vielfach erneut ausgebeutet und die archäologische Spuren damit überprägt wurden. Daher stehen direkte Belege für bronzezeitlichen Zinnbergbau in Europa noch aus und die Zinnversorgung ist Gegenstand anhaltender Debatten. Die Gewinnung des Zinns aus Seifen erscheint bereits im frühen 2. Jahrtausend v. Chr. bei Schellerhau im Osterzgebirge wahrscheinlich. In einer Fallstudie dazu wurde ein breites Methodenspektrum von Sedimentologie, Pedologie (Bodenkunde), Palynologie (Pollenuntersuchung), Anthrakologie (Untersuchung von Kohlen), 14C-Analysen und Mikromorphologie kombiniert. In einer weiteren Untersuchung des Gebietes konnten allerdings keinerlei Belege für diese These gefunden werden.
Salz dürfte ebenfalls ein wesentlicher wirtschaftlicher Faktor gewesen sein, den bereits Oscar Montelius 1900 mit dem beobachteten Metallreichtum in der Gegend von Halle in Verbindung brachte.

## Die Träger der Aunjetitzer Kultur
Wie bereits die sogenannten Schnurkeramiker unterscheiden sich auch die Träger der Aunjetitzer Kultur physisch nicht signifikant von der heutigen Bevölkerung Mitteleuropas. Manche Linguisten nehmen an, dass die Träger beider Kulturen indogermanische Idiome sprachen. Begründet wird dies vor allem damit, dass indogermanische Dialekte sich wegen etymologisch übereinstimmender Flussnamen indogermanischer Herkunft in weiten Teilen Mitteleuropas (Alteuropäische Hydronymie) spätestens im Laufe des dritten Jahrtausends vor Christus in Mitteleuropa ausgebreitet haben müssten und wegen der gleichzeitigen Ausbreitung der Bronzegewinnung in Mitteleuropa.
Der Münchner Indogermanist Wolfram Euler vertritt die Ansicht, dass die Träger der südlichen Gruppe der Aunjetitzer Kultur südlich von Erzgebirge und Sudeten Vorformen der späteren italisch-keltischen Idiome sprachen, während die nördlich davon siedelnden Gruppen prägermanische Idiome sprachen.